# Polistes iranus
Polistes iranus är en getingart som beskrevs av Guiglia 1977. Polistes iranus ingår i släktet pappersgetingar, och familjen getingar. Inga underarter finns listade i Catalogue of Life.